# Kościół św. Trójcy w Podgórzynie
Kościół świętej Trójcy – rzymskokatolicki kościół parafialny należący do parafii pod tym samym wezwaniem (dekanat Mysłakowice diecezji legnickiej).

## Architektura
Świątynia była wzmiankowana w 1318 roku, obecna została zbudowana w 1792 roku. Budowla składa się z jednej nawy z węższym, wyodrębnionym prezbiterium i wieżą na planie kwadratu umieszczoną na osi korpusu, ośmiokątną w zwieńczeniu z dachem hełmowym z prześwitem i dzwonem odlanym w 1635 roku. Wnętrze nakrywają sklepienia kolebkowe podparte pilastrami, znajduje się w nim empora muzyczna posiadająca wypukło-wklęsły drewniany parapet, w murach magistralnych są umieszczone portale i okna posiadające piaskowcowe obramienia.

## Wyposażenie

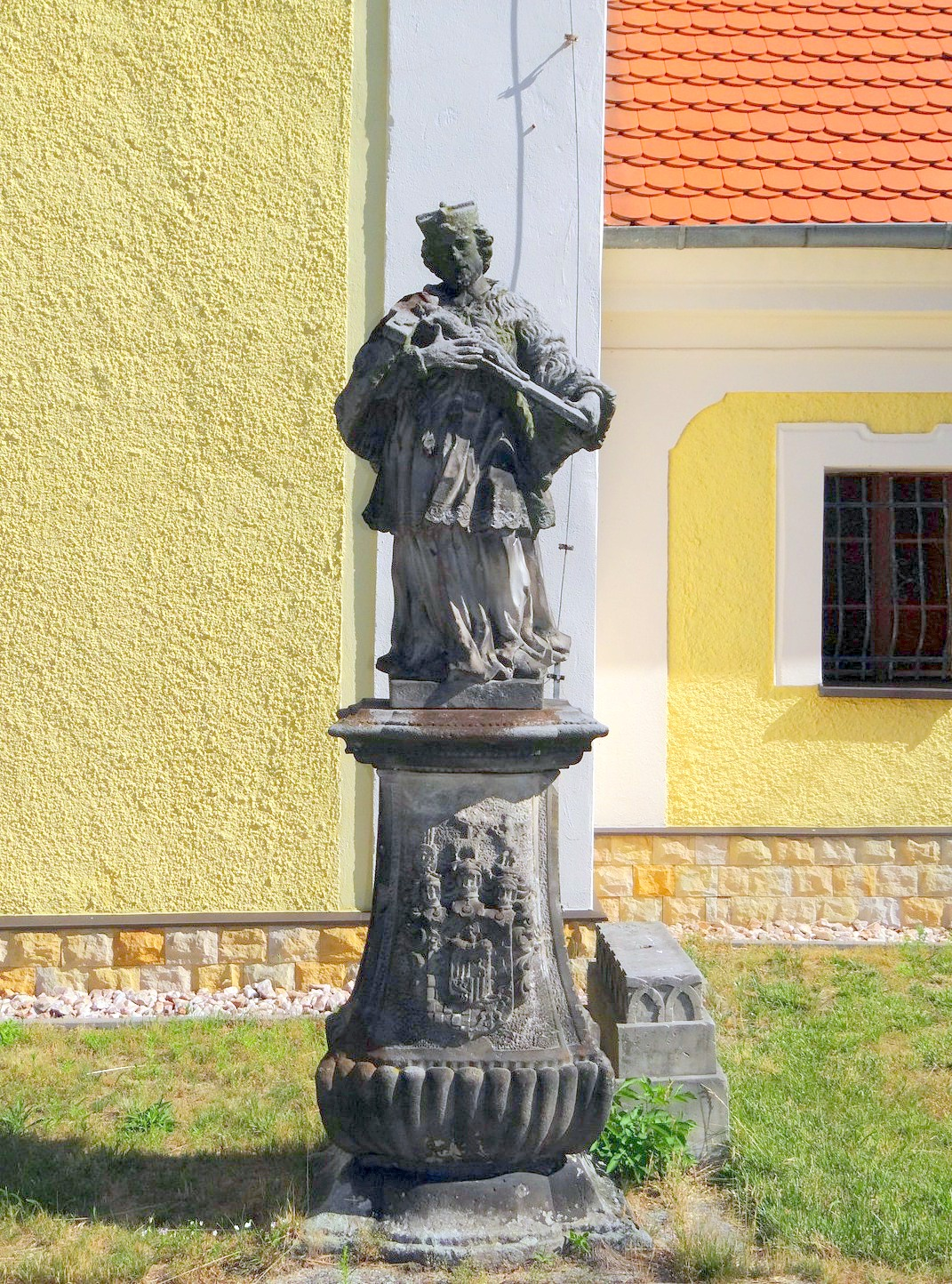
Figura św. Jana Nepomucena

We wnętrzu można zobaczyć m.in. gotycką kamienną chrzcielnicę wykonaną w 1486 roku ( z inskrypcją "Jezus maria miserere nobis"), trzy barokowe ołtarze, ambonę i organy, obrazy i rzeźby. W murach obwodowych znajduje się zespół pięciu epitafiów wykonanych w XVIII wieku, natomiast przy świątyni są usytuowane dwie figury św. Floriana i św. Jana Nepomucena w stylu barokowym.